# Фрињока (Бјела)
Фрињока је насеље у Италији у округу Бијела, региону Пијемонт.
Према процени из 2011. у насељу је живело 54 становника. Насеље се налази на надморској висини од 637 м.